# Казали, Антонио
Антонио Казали (итал. Antonio Casali; 25 мая 1715, Рим, Папская область — 14 января 1787, там же) — итальянский куриальный кардинал, доктор обоих прав. Губернатор Рима и вице-камерленго Святой Римской Церкви с 26 сентября 1766 по 15 марта 1773. Про-губернатор Рима и вице-камерленго Святой Римской Церкви с 15 марта 1773 по 22 сентября 1774. Префект Священной Конгрегации доброго управления с 26 марта 1773 по 14 января 1787. Кардинал in pectore с 12 декабря 1770 по 15 марта 1773. Кардинал-дьякон с 15 марта 1773, с титулярной диаконией Сан-Джорджо-ин-Велабро с 19 апреля 1773 по 17 февраля 1777. Кардинал-дьякон с титулярной диаконией Санта-Мария-ад-Мартирес с 17 февраля 1777.